# Anyanyelv
Anyanyelvnek azt a nyelvet vagy nyelveket nevezzük, amelyet az ember gyermekkorában a szüleitől vagy a környezetétől megtanul, és azt a mindennapi élete során természetes módon, külön fordítás nélkül képes használni, illetve gondolatait ezen a nyelven képes a legkönnyebben kifejezni.
Gyakran mondják azt is, hogy anyanyelv az, melyen az adott személy saját gondolatait megfogalmazza. Használatos még a kifejezés akkor is, ha egy megtanult vagy később felvett idegen nyelv művelésének magas fokára akar valaki utalni: anyanyelvi szinten beszéli a nyelvet. Ez természetesen nem feltétlenül jelenti azt, hogy az egyén gyermekkorában tanulta meg az adott nyelvet.

## Az anyanyelv különböző értelmezései
A szociolingvisztikai kutatások szerint egy embernek több anyanyelve is lehet, s élete során anyanyelve akár többször meg is változhat. Továbbá ugyanannak a személynek más-más lehet az anyanyelve a különböző definíciók szerint. Tove Skutnabb-Kangas (1997: 13–14) az anyanyelv négy lehetséges definícióját fogalmazta meg:
1. az elsőként megtanult nyelv,
2. az a nyelv, amellyel 
a) a beszélő mint anyanyelvével azonosul,
b) a beszélőt anyanyelvi beszélőként mások azonosítják,
3. a legjobban ismert nyelv, és
4. a legtöbbet használt nyelv.

### A definíciók hierarchiája
Az anyanyelv-definíciókat a nyelvi emberi jogokkal kapcsolatos tudatosság foka szerint hierarchikus sorrendbe állíthatjuk. A származás (elsőként megtanult nyelv) és az azonosulás (az a nyelv, amellyel a beszélő azonosul) szerinti definíciók együttes alkalmazása jelzi a nyelvi emberi jogok iránti legmagasabb fokú tudatosságot: Az anyanyelv az a nyelv, amelyet az egyén először tanult meg, és amellyel azonosul.